# Grzegorz Szamotulski
Grzegorz Szamotulski (* 13. Mai 1976 in Danzig, Polen) ist ein ehemaliger polnischer Fußballspieler.

## Vereinskarriere
Der Torwart begann seine Karriere bei Lechia Gdańsk. Nach seinen Anfängen bei den Danzigern spielte 
Grzegorz Szamotulski bei mehreren anderen polnischen Vereinen (Hutnik Warschau, 1994 Polonia Warschau, 1995 Legia Warschau), bevor er schließlich 1999 in die erste griechische Liga zu PAOK Saloniki wechselte. 
Nach einer Saison in Griechenland wechselte er zurück zu Legia Warschau und unterschrieb 2001 bei Amica Wronki. Über Wronki gelang Szamotulski der Rückkehr in die Polnische Fußballnationalmannschaft. 2004 wechselte er nach Österreich zu VfB Admira Wacker Mödling. Nach einer erfolgreichen Saison in der Bundesliga wurde er vom SK Sturm Graz unter Vertrag genommen. Mit Saisonende 2006/2007 verließ er den SK Sturm und wechselte zu Dundee United nach Schottland. Hier war er eine Saison lang Stammtorhüter, bevor er in die zweite englische Liga zu Preston North End wechselte. Bei Preston spielte er verletzungsbedingt allerdings keine einzige Partie, sondern wurde gleich nach Israel zum FC Ashdod transferiert. Über Hibernian Edinburgh und Jagiellonia Białystok landete er 2010 bei DAC Dunajská Streda. In der Slowakei bestritt er lediglich 5 Ligaspiele. Sein Vertrag endete im Juni 2010, woraufhin er vereinslos war. Am 14. April 2011 unterschrieb er einen Vertrag bis zum 30. Juni 2011 mit dem polnischen Erstligisten Korona Kielce. Danach wechselte Szamotulski nach einigen Monaten ohne Vertrag im Oktober zum Zweitligisten Warta Posen.

## Nationalmannschaft
In der polnischen Nationalmannschaft debütierte Grzegorz Szamotulski am 27. August 1996 beim Freundschaftsspiel gegen Zypern (2:2). Zwischen 1996 und 2003 absolvierte er insgesamt 13 Länderspiele.

## Sonstiges
Seit 2018 ist Szamotulski als Torwarttrainer für den polnischen Erstligisten Zagłębie Lubin aktiv.

## Erfolge
- Polnischer Pokalsieger: (1996/97)
- Polnischer Supercupsieger (1997)